# المشاش (شقراء)
المشا وهي قرية من فئة (ب) تقع في محافظة شقراء، والتابعة لمنطقة الرياض في السعودية وتبعد المشاش عن محافظة شقراء بمسافة تقارب (40) كم.